# Climate Feedback
Climate Feedback（クライメート・フィードバック）は、地球温暖化（気候変動）に関する情報をファクトチェックするウェブサイトである。フランスに拠点を置く非営利団体Science Feedbackを母体とする。
Climate Feedbackでは気候学者がメディアにおける地球温暖化の情報をファクトチェックする。パリ第6大学の気候学者であるエマニュエル・ヴィンセントが創設し、運営している。アノテーションツールのHypothes.isとパートナーシップを締結しており、気候学者はそれを利用してファクトチェック対象の言説に対してコメントできるようになっている。

## 方法論
1つの言説に対して数人の気候学者が評価することが多いが、「地球に住めなくなる日」の評価には17人が参加した。評価に参加する気候学者は関連分野の博士号を取得し、5年以内に学術雑誌にて1本以上の査読付き論文を掲載していることが求められる。ファクトチェックの要約（Summary）は編集者により書かれる。
Climate Feedbackの方法論は、ポインター研究所により「専門家によるクラウドソーシング（Expert crowdsourcing）」「高度なクラウドソーシング（Elevated crowdsourcing）」と呼ばれている。
ヴィンセントは、上記の方法論を気候変動の他、医療やエネルギーに関する情報のファクトチェックにも応用できるとしている。

## 歴史
2015年3月にファクトチェックを開始した。2016年に、クラウドファンディングサイトのインディーゴーゴーで約3万ドルを調達し、アノテーションによるファクトチェックの取り組みを強化した。
2017年に気候学者のダナ・ヌッチテリはガーディアンのブログで、Climate Feedbackを「尊敬され、影響力のある情報源」と評価した。
Climate FeedbackはFOXニュース、ウォール・ストリート・ジャーナル、デイリー・メール、ニューヨーク・マガジンなどの英語圏のメディアにおける地球温暖化に関する誤った情報を特定した。
Science Feedbackのプロジェクトとして、Climate Feedbackのファクトチェック記事はFacebookのファクトチェックパートナーシップで使用され、フィード下部に表示される。 Science Feedbackはポインター研究所の国際ファクトチェックネットワークに参加している。また、デューク大学のReporters' Labが運営するファクトチェックサイトのデータベースにも掲載されている。
Climate FeedbackとSkeptical Scienceによるファクトチェックを、地球温暖化の誤情報を暴く人工知能（CLIMINATOR）に学習させる試みもある。

### 訴訟
Climate Feedbackに自身の言説をファクトチェックされた、ジャーナリストのジョン・ストッセルは2021年、FacebookとClimate Feedbackに対して名誉毀損訴訟を提起した。2022年、裁判所はストッセルの主張を却下し、Climate Feedbackのファクトチェックは憲法修正第1条に基づいた意見表明であると判断した。